# Sphenocarcinus corrosus
Sphenocarcinus corrosus är en kräftdjursart som beskrevs av Alphonse Milne-Edwards 1878. Sphenocarcinus corrosus ingår i släktet Sphenocarcinus och familjen Epialtidae. Inga underarter finns listade i Catalogue of Life.